# Frate Giuliano
Frate Giuliano (in ungherese Julianus barát; Ungheria, ... – ...; fl. XIII secolo) è stato un religioso ed esploratore ungherese, noto per due (o quattro) viaggi compiuti in direzione della Magna Hungaria, nell'odierna Russia.

## Viaggi

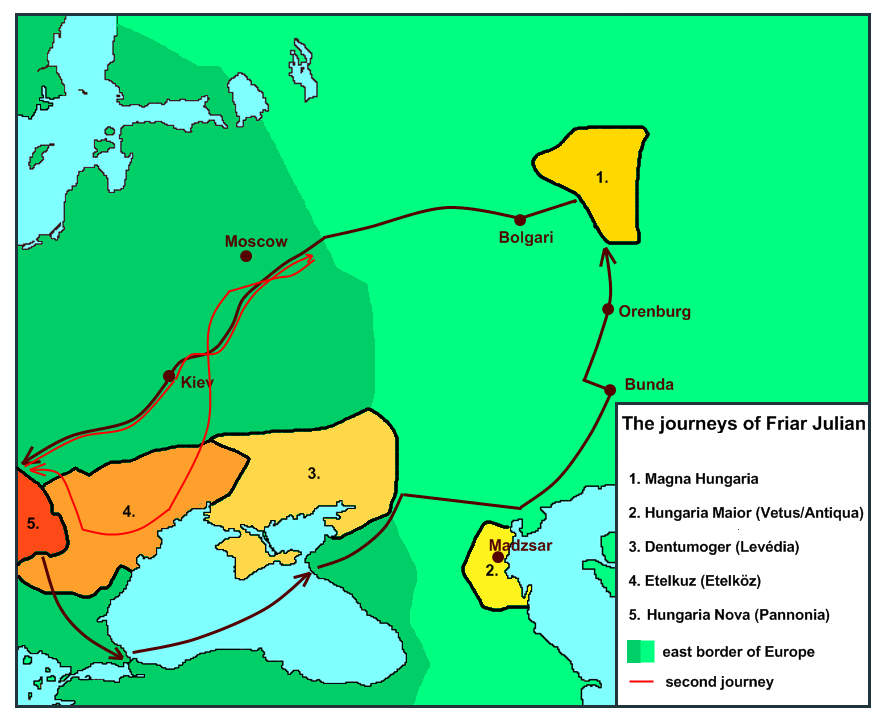
Mappa dei viaggi di Frate Giuliano

Frate Giuliano fu inviato, come molti altri domenicani ungheresi, in cerca della Magna Ungaria, dove, secondo la leggenda, erano rimasti gli Ungari che non erano migrati in Europa.
Nel 1235 Frate Giuliano si addentrò nella pianura russa e giunse poco lontano dalla Magna Ungaria (identificabile col paese dei Baschiri, stanziati sul Volga).
Nel 1238, durante il suo secondo viaggio, incontrò popolazioni numerose in fuga di fronte all'avanzata dei Mongoli e fu da loro informato riguardo alla conquista da parte dei suddetti sia della Magna Ungaria sia della Magna Bulgaria e al fatto che il principe Jurij II di Vladimir aveva intercettato degli emissari mongoli inviati a intimare al re d'Ungheria di sottomettersi e di non accogliere profughi cumani nel suo regno. Giuliano, allarmato, rientrò immediatamente in Ungheria per dare l'allarme e in seguito si recò personalmente a informare il papa.
Nelle sue relazioni Frate Giuliano introdusse l'uso di designare i Mongoli col nome di Tartari.
Alla vita di Frate Giuliano, lo scrittore ungherese Jànos Kodolànyi dedicò una vasta biografia nel 1938.